# Каменєв Владислав Дмитрович
Владислав Дмитрович Каменєв (рос. Владислав Дмитриевич Каменев; 12 серпня 1996, м. Орськ, Росія) — російський хокеїст, лівий нападник. Виступає за ЦСКА (Москва) у Континентальній хокейній лізі.
Вихованець хокейної школи «Южний Урал» (Орськ). Виступав за «Сталеві Лиси» (Магнітогорськ), «Металург» (Магнітогорськ), «Южний Урал» (Орськ), Металург Магнітогорськ, «Мілвокі Едміралс», Нашвілл Предаторс, «Сан-Антоніо Ремпедж», Колорадо Аваланч, СКА (Санкт-Петербург).
У чемпіонатах НХЛ — 66 матчів (3+10).
У складі молодіжної збірної Росії учасник чемпіонату світу 2015. У складі юніорської збірної Росії учасник чемпіонату світу 2014.
Досягнення
- Срібний призер молодіжного чемпіонату світу (2015)